# Saint-Germain-des-Prés Café 5
Albums de Various
Saint-Germain-des-Prés Café IV Saint-Germain-des-Prés Café 6
Saint-Germain-des-Prés Café volume 5 est la cinquième compilation Saint-Germain-des-Prés Café parue en octobre 2004.

## Liste des titres
| 1.    | Inna City Woman (Varano Remix)                                  | Slow Train                     |                   |  |
| 2.    | Take Off (Nicola Conte "Campi's Idea" Version)                  | Marco Di Marco                 | Nathan Haines     |  |
| 3.    | Time                                                            | Soulstance                     | Arthur Miles      |  |
| 4.    | Cut The Jazz                                                    | De-Phazz                       |                   |  |
| 5.    | New York City (DJ Strobe Brooklyn Vibe Mix feat. Slpit-Vizions) | Norah Jones                    | Peter Malick      |  |
| 6.    | Yo Solo Quiero                                                  | Refractory                     |                   |  |
| 7.    | Street of Dreams                                                | Stacey Kent                    | Jan Lundgren Trio |  |
| 8.    | Late Nite Swing                                                 | David Borsu                    | Damia Da Costa    |  |
| 9.    | Deep Ocean                                                      | Patchworks presents Dapper Ray |                   |  |
| 10.   | Open The Door                                                   | Elsa Hedberg                   |                   |  |
| 11.   | Vuelvo Al Sur                                                   | Astor Piazzolla vs. Koop       |                   |  |
| 12.   | I Hear Music                                                    | Brisa Roché                    |                   |  |
| 13.   | Can You Live                                                    | Meitz                          |                   |  |
| 14.   | Meu Sambo (Nicola Conte's Bossa Ahead Remix)                    | Eli Goulart & Banda Do Mo Mato |                   |  |
| 15.   | Stiff Jazz                                                      | dZhian & Kamien                |                   |  |
| 16.   | Round About Midnight                                            | Gotan Project meets Chet Baker |                   |  |
| 17.   | Yellow Daffodils                                                | Malia                          | Erik Truffaz      |  |
| 18.   | So What (part 2)                                                | DJ Cam                         | Tassel & Naturel  |  |
| 77:00 |                                                                 |                                |                   |  |